# Cyclopharynx
Рід налічує 2 види риб родини цихлові.

## Види
- Cyclopharynx fwae Poll 1948
- Cyclopharynx schwetzi (Poll 1948)